# Max Weinreich
Max Weinreich (22 de abril de 1894, Kuldīga, Império russo, hoje Letônia – 29 de janeiro de 1969, Nova Iorque, EUA) foi um linguista, especialista em sociolinguística  e língua iídiche. Foi também o pai do linguista Uriel Weinreich, que editou o Modern Yiddish-English English-Yiddish Dictionary.

## Biografia
Max Weinreich (em russo:  Мейер Лазаревич Вейнрейх, Meyer Lazarevich Veynreykh) iniciou seus estudos numa escola alemã em Kuldiga, depois continuando depois de quatro anos num ginásio russo em Libau. Depois ele viveu em Dineburg e Lodzh. Entre 1909 e 1912 ele residiu em São Petersburgo, onde ele frequentou o colégio judaico privado para meninos I.G. Eizenbet's. Ele cresceu numa família que falava alemão mas era fascinado com o iídiche.
Em 1925, ele fundou o YIVO, Instituto para a Pesquisa Judaica (originalmente chamado de Yidisher Visnshaftlekher Institut — Instituto Científico Iídiche) em seu próprio apartamento em Vilna. Ele dirigiiu o instituto entre 1925 e 1939.
Quando a guerra começou, Weinreich estava na Dinamarca com a esposa, Regina Shabad Weinreich (filha do famoso doutor e líder judeu, em Vilna, Zemach Shabad, e o filho mais velho, Uriel. Regina retornou à Vilna, mas Max e Uriel ficaram e em março de 1940 se mudaram para Nova Iorque. A esposa dele e o filho mais novo, Gabriel, se jutaram a eles durante o breve período em que a Lituânia esteve independente.
Weinreich se tornou professor de iídiche no City College of New York e reestabelecu o YIVO em Nova Iorque.

## Publicações
Weinreich traduziu Freud e Toller para o iídiche. Ele é frequentemente citado como o autor de uma famosa frase diferenciando língua e dialeto: "Uma língua é uma dialeto com exército e marinha" ("אַ שפראַך איז אַ דיאַלעקט מיט אַן אַרמײ און פֿלאָט"), mas ele simplesmente citou um auditor em uma de suas palestras.
Publicações em inglês:
- History of the Yiddish Language (Volumes 1 and 2) ed. Paul (Hershl) Glasser. New Haven: Yale University Press, 2008.
- Hitler's professors: the Part of Scholarship in Germany's Crimes Against the Jewish People.  New Haven: Yale University Press, 1999.
- History of the Yiddish language.  trans. Shlomo Noble, with the assistance of Joshua Fishman. Chicago: University of Chicago Press, 1980.

Em iídiche e alemão:
- Bilder fun der yidisher literaturgeshikhte fun di onheybn biz Mendele Moykher-Sforim, 1928.
- Das Jiddische Wissenschaftliche Institut ("Jiwo") die wissenschaftliche Zentralstelle des Ostjudentums, 1931.
- Fun beyde zaytn ployt: dos shturemdike lebn fun Uri Kovnern, dem nihilist, 1955
- Geschichte der jiddischen Sprachforschung. herausgegeben von Jerold C. Frakes,  1993
- Di geshikhte fun beyzn beyz, 1937.
- Geshikhte fun der yidisher shprakh: bagrifn, faktn, metodn, 1973.
- Hitlers profesorn: heylek fun der daytsher visnshaft in daytshland farbrekhns kegn yidishn folk.  Nyu-York: Yidisher visnshaftlekher institut, Historishe sektsye, 1947.
- Mekhires-Yosef: ... aroysgenumen fun seyfer "Tam ve-yashar" un fun andere sforim ..., 1923.
- Der Onheyb: zamlbukh far literatur un visnshaft, redaktirt fun D. Aynhorn, Sh. Gorelik, M. Vaynraykh, 1922.
- Oysgeklibene shriftn, unter der redaktsye fun Shmuel Rozhanski, 1974.
- Der oytser fun der yidisher shprakh fun Nokhem Stutshkov; unter der redaktsye fun Maks Vaynraykh, c. 1950
- Praktishe gramatik fun der yidisher shprakh F. Haylperin un M. Vaynraykh, 1929.
- Shtaplen fir etyudn tsu der yidisher shprakhvisnshaft un literaturgeshikhte, 1923.
- Shturemvint bilder fun der yidisher geshikhte in zibtsntn yorhundert
- Di shvartse pintelekh.  Vilne: Yidisher visnshaftlekher institut, 1939.
- Di Yidishe visnshaft in der heyntiker tsayt. Nyu-York: 1941.

### Festschrift
- For Max Weinreich on his seventieth birthday; studies in Jewish languages, literature, and society, 1964.